# Gallinula melanops
Gallinula melanops là một loài chim trong họ Rallidae.

## Hình ảnh

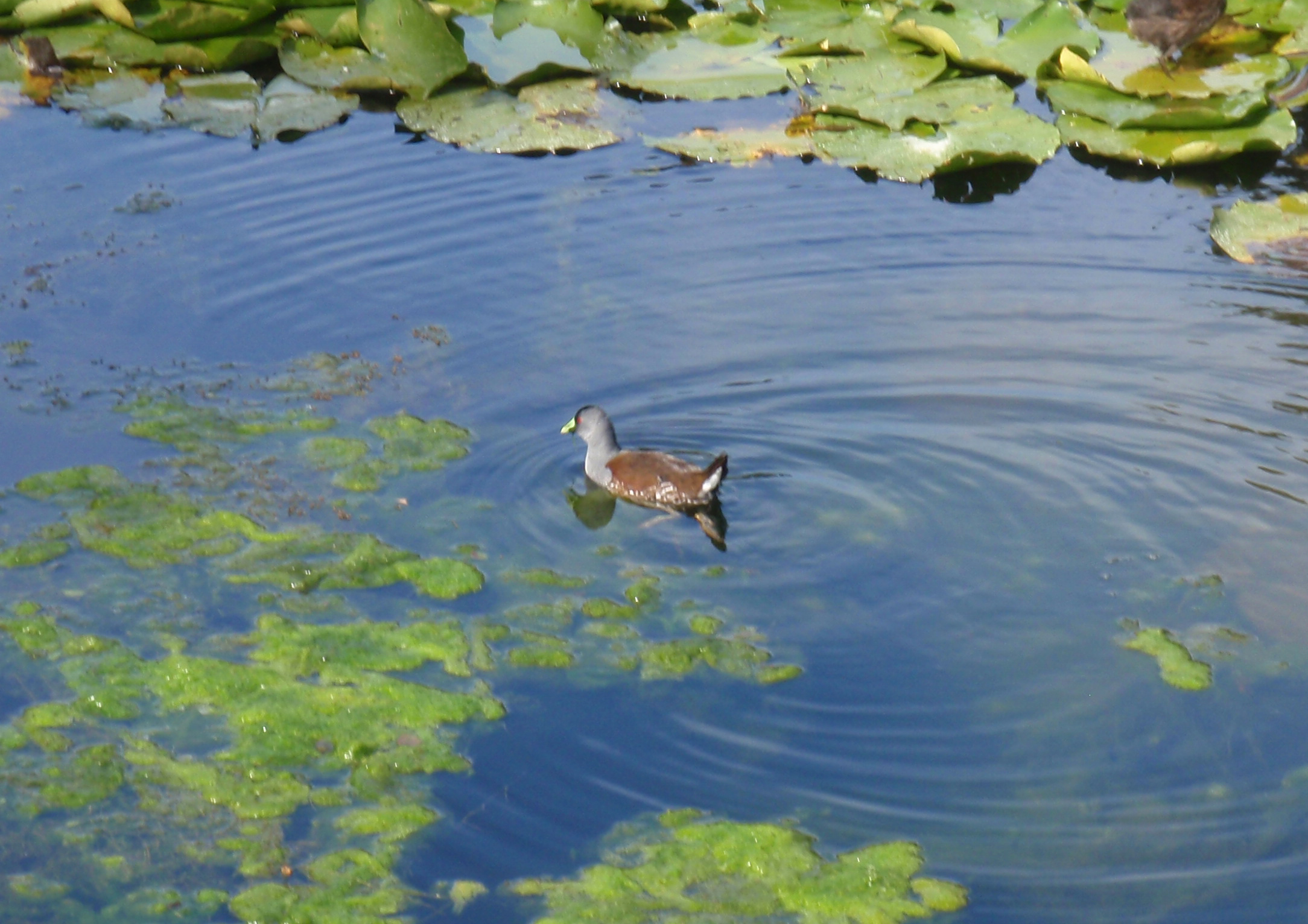
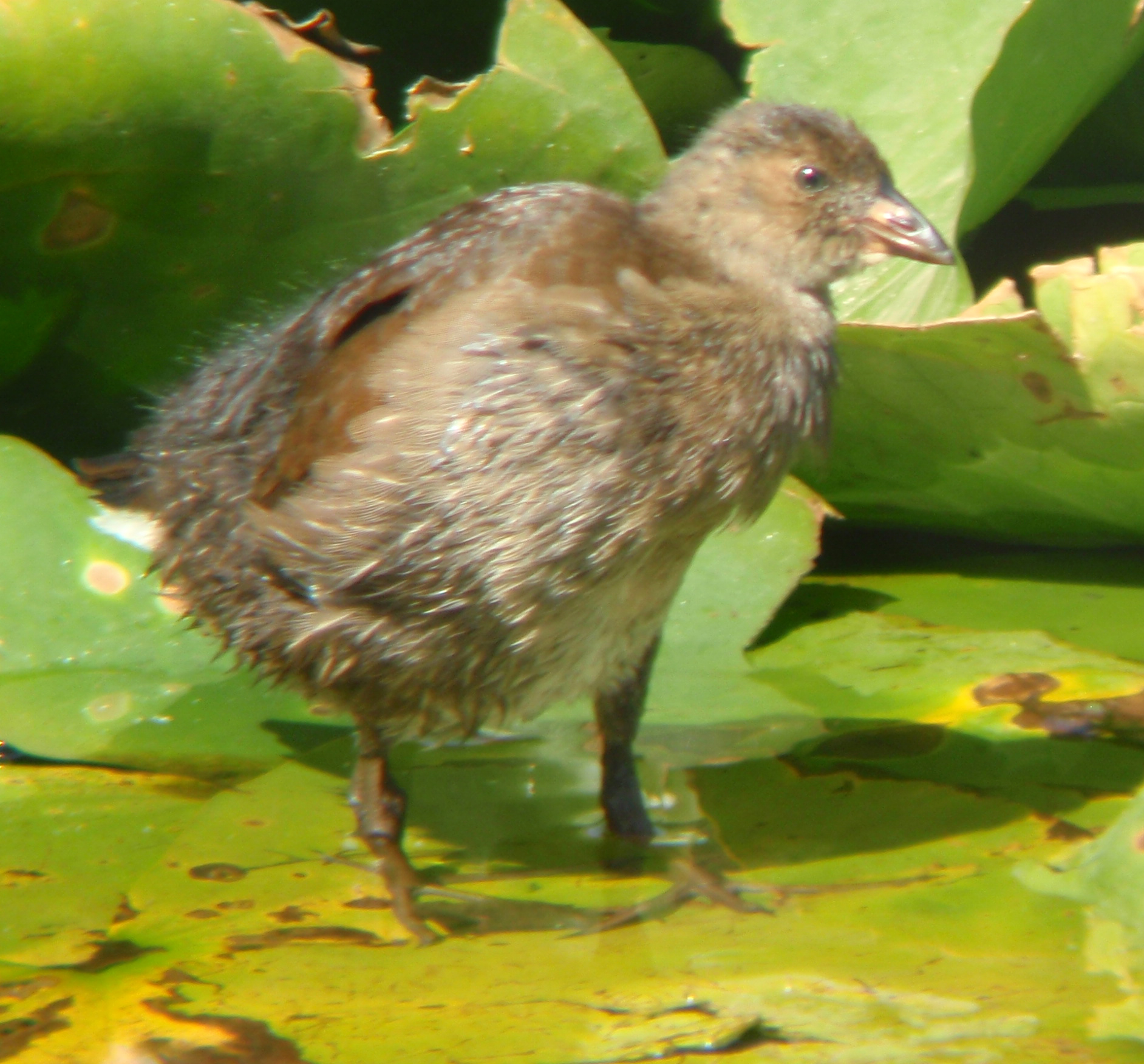